# Sgt. Pepper's Lonely Hearts Club Band
Sgt. Pepper's Lonely Hearts Club Band (pogosto okrajšano kot Sgt. Pepper, angleško dobesedno band kluba osamljenih src naredinka Pepperja) je osmi studijski album angleške rock skupine The Beatles, izdan leta 1967. Posnet je bil v 129-dnevnem obdobju z začetkom decembra 1966. S tem albumom so Beatli nadaljevali svoje glasbeno eksperimentiranje, ki so ga začeli z albumom Revolver (1966) in vključuje elemente britanske music hall glasbe, jazza, rock and rolla, klasične zahodne glasbe in indijske tradicionalne. Besedila govorijo predvsem o otroštvu in vsakodnevnem življenju.
Album velja za enega najboljših vseh časov, doživel je izjemen kritičen in komercialen uspeh. Uredniki revije Rolling Stone so ga uvrstili na prvo mesto svoje lestvice petstotih najboljših albumov vseh časov, ameriška Kongresna knjižnica pa leta 2003 v Narodni register posnetkov kot »kulturno, zgodovinsko ali estetsko pomemben« posnetek.

## Seznam skladb
Vse pesmi je napisal in uglasbil duet Lennon/McCartney, razen kjer je posebej označeno.
| Stran 1 | Stran 1                                 | Stran 1 |
| Št.     | Naslov                                  | Dolžina |
| ------- | --------------------------------------- | ------- |
| 1.      | „Sgt. Pepper's Lonely Hearts Club Band‟ | 2:00    |
| 2.      | „With a Little Help from My Friends‟    | 2:43    |
| 3.      | „Lucy in the Sky with Diamonds‟         | 3:26    |
| 4.      | „Getting Better‟                        | 2:47    |
| 5.      | „Fixing a Hole‟                         | 2:35    |
| 6.      | „She's Leaving Home‟                    | 3:33    |
| 7.      | „Being for the Benefit of Mr. Kite!‟    | 2:35    |

| Stran 2 | Stran 2                                           | Stran 2 |
| Št.     | Naslov                                            | Dolžina |
| ------- | ------------------------------------------------- | ------- |
| 1.      | „Within You Without You‟ (George Harrison)        | 5:05    |
| 2.      | „When I'm Sixty-Four‟                             | 2:37    |
| 3.      | „Lovely Rita‟                                     | 2:41    |
| 4.      | „Good Morning Good Morning‟                       | 2:42    |
| 5.      | „Sgt. Pepper's Lonely Hearts Club Band (Reprise)‟ | 1:19    |
| 6.      | „A Day in the Life‟                               | 5:04    |

## Zasedba

### The Beatles
- John Lennon – vokal, kitara, klavir, Hammond orgle, tolkala
- Paul McCartney – vokal, bas kitara, kitara, klavir, Hammond orgle, tolkala
- George Harrison – vokal, kitara, bas kitara, sitar, tolkala, orglice, kazoo
- Ringo Starr – bobni, tolkala, vokal, orglice

### Dodatni glasbeniki
- George Martin – klavir, harmonij, Hammond orgle, čembalo
- Mal Evans – orglice
- Neil Aspinall – tolkala, orglice
- studijski glasbeniki – štirje rogovi pri »Sgt. Pepper's Lonely Hearts Club Band«; godalna zasedba pri »She's Leaving Home«; 8 violin, 4 čela, harmonij, sitar, tabla in dilruba pri »Within You, Without You«; trio klarinetov pri »When I'm Sixty-Four«; saksofoni pri »Good Morning, Good Morning«; 40-članski orkester pri »A Day in the Life«.